# مانويل أنخيل نونيز سوتو
مانويل أنخيل نونيز سوتو (بالإسبانية: Manuel Ángel Núñez Soto)‏ هو سياسي مكسيكي، ولد في 30 يناير 1951 في المكسيك. حزبياً، نشط في الحزب الثوري المؤسساتي. وقد انتخب عضو مجلس النواب المكسيك.